# Punta delle Laures
La Punta delle Laures (pron. fr. AFI: [loʁ]; Pointe des Laures in francese) (3.367 m s.l.m.) è una montagna della Catena Emilius-Tersiva nelle Alpi Graie. Si trova in Valle d'Aosta.

## Caratteristiche
La montagna è collocata tra il Vallone delle Laures ed il Vallone di Grauson.
Ha una forma di piramide con tre creste e tre pareti. La cresta est scende verso il Col des Laures (3.036 m); una seconda cresta scende verso sud ed infine la terza ha direzione nord-ovest.

## Salita alla vetta
La via normale di salita alla vetta avviene tramite la cresta est.